# 美女蛤
美女蛤（学名：Circe scripta scripta）是帘蛤目帘蛤科美女蛤属的一种。主要分布于马来西亚、中国大陆、台湾，常栖息在水深1－20米海域、潮间带至潮下带。